# GAZ-3351
Le  GAZ-3351 est un véhicule de logistique et un véhicule de transport de troupes russe.

## Galerie d'images

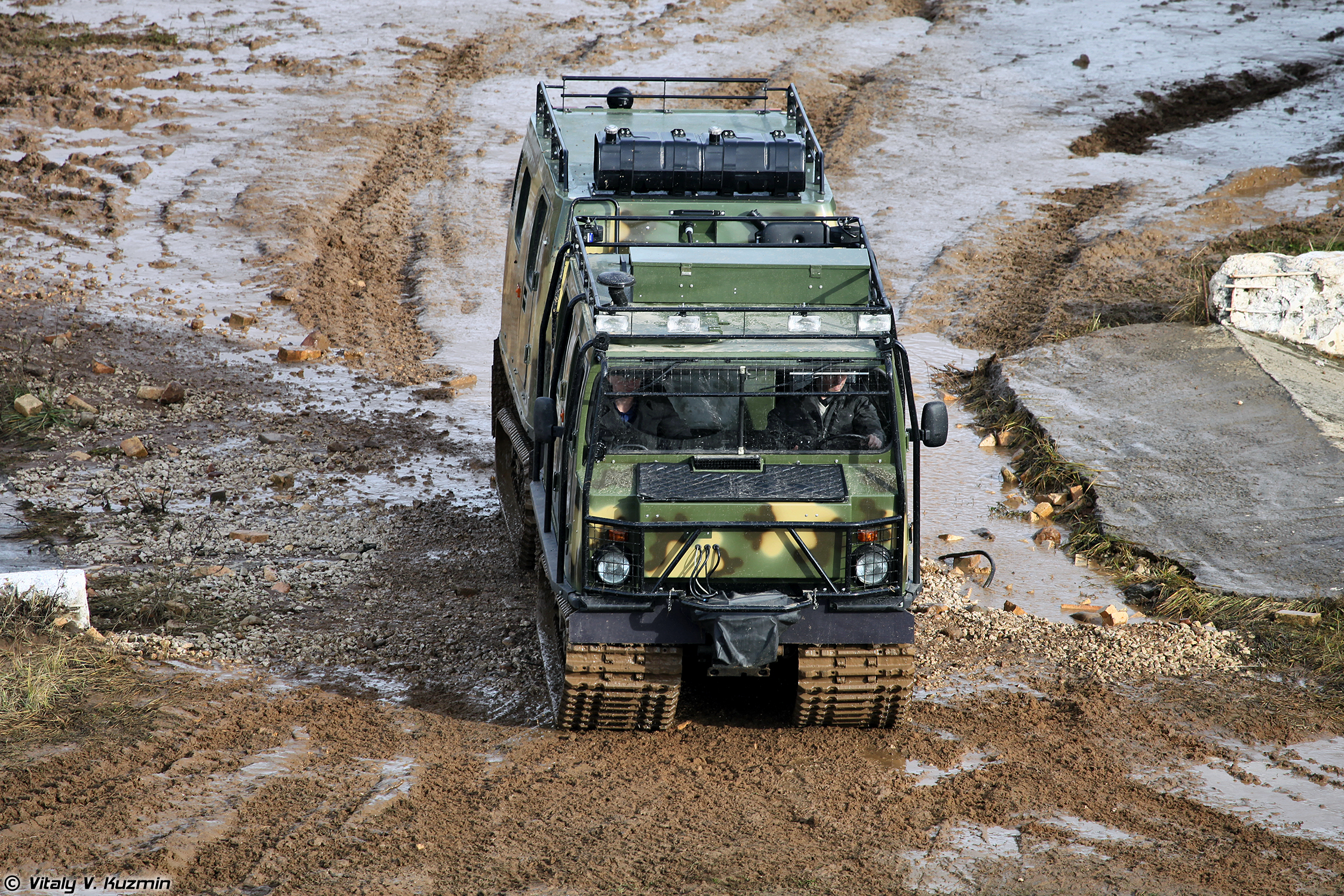
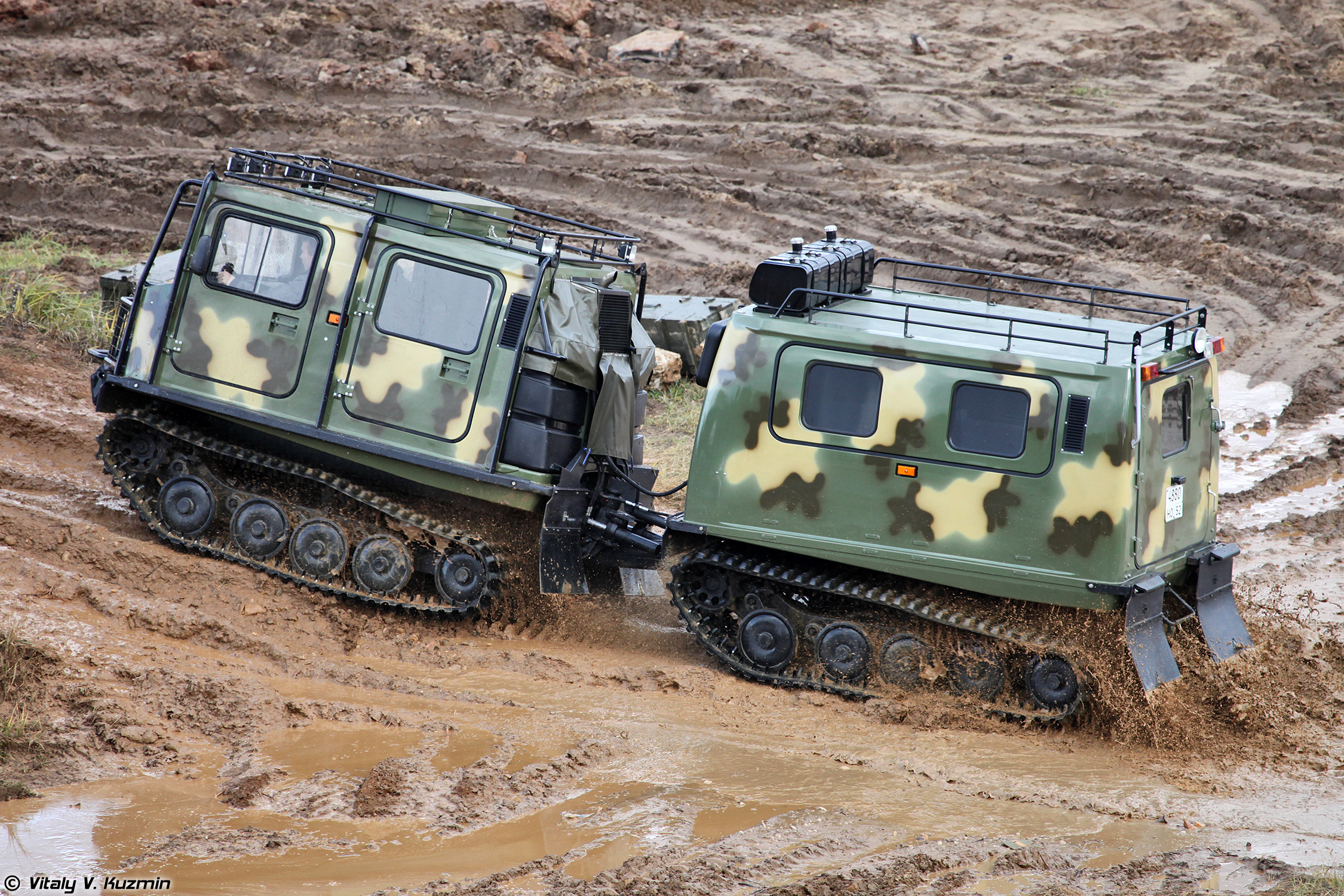

## Historique
Il est en service depuis 2012.

## Opérateur
- Russie – L'armée russe.